# Austrodecus (Tubidecus) aconae
Austrodecus (Tubidecus) aconae là một loài nhện biển trong họ Austrodecidae. Loài này thuộc chi Austrodecus. Austrodecus (Tubidecus) aconae được miêu tả khoa học năm 1917 bởi Hedgpeth & McCain.